# Лилия Гюлева
Лилия Гюлева е българска диригентка и музикална педагожка, професор.

## Биография
Родена на 5 януари 1933 г. в Попово. По-късно учи при проф. Георги Димитров. През 1957 г. получава, заедно с първия си вокален камерен състав „Момина песен“ първото си международно отличие – лауреат на Международния младежки фестивал в Москва. През 1957 г. е поканена за диригент на женски хор „Христина Морфова“, който ръководи без прекъсване 46 години. 
След като Лилия Гюлева застава начело на хор „Христина Морфова”, за него започва истинска златна ера, през която хорът активно присъства в музикално-културния живот на страната и представя по достойнство постиженията на българското хорово изкуство извън границите на България. Като един от най-ярките върхове в това отношение може да се отбележи, че под ръководството на Лилия Гюлева хор „Христина Морфова” става първият български състав, завоювал Първа награда от международен хоров конкурс. Това се случва през 1965 г., а мястото е Ланголен – Великобритания. Следват отличия от конкурсите в Мидълсброу – Великобритания, Варна, Лайпциг, Гориция в Италия, Толоса в Испания, Анкара и други. Всичко това бързо носи заслужено признание и слава и хор „Христина Морфова” е желан и очакван гост на много концертни сцени в България и чужбина като например Чехия, Словакия, Унгария, Германия, Холандия, Италия, Гърция, Израел, Румъния, Белгия, Австрия и много други. Реализира студийни и документални записи за Радио София, Радио Бремен, Холандското радио и има издадени грамофонни плочи, телевизионни филми, а в по-ново време и компакдискове.
Подобно на своята именита предшественичка Людмила Прокопова, и Лилия Гюлева развива активна педагогическа и музикално-обществена дейност. Като професор по хорово дирижиране в Националната музикална академия, тя подготвя редица диригенти, които днес са признати специалисти в България и чужбина. Проф. Лилия Гюлева е автор на първия български учебник по хорознание, а в съавторство с диригента и педагога проф. Емил Янев пише „Методическо ръководство по хорово дирижиране”. Има и редица издадени помагала и други материали в сферата на хоровото дирижиране, била е член на международни журита и ръководител на майсторски класове в България, Португалия, Швейцария, Япония и Гърция, както и лектор на международни семинари в Австрия, Словения, Япония и Македония. Тя е основател и на Балканския хоров форум, член е на артистичната комисия към Международния олимпийски хоров комитет и председател на Дружеството на хоровите диригенти в София към Съюза на българските музикални и танцови дейци.
Освен широкия стилов диапазон в репертоара на хор „Христина Морфова” от старинната музика до наши дни, Лилия Гюлева развива изпълнителското майсторство на певиците до степен еднакво да покриват критериите за интерпретиране на материал от хоровата миниатюра до разгърнати и мащабни кантатно-ораториални форми.

През 1965 г. хорът печели Първа награда на авторитетния международен хоров конкурс в Ланголен – Великобритания. Следват още награди, спечелени от фестивалите в Мидълсбро (Великобритания), Толоса (Испания), Лайпциг (Германия), Гориция (Италия) и в България, Чехословакия, Нидерландия, Унгария, Гърция, Израел и др.
От 1960 г. Лилия Гюлева започва и активна научно-педагогическа дейност. В съавторство с проф. Ем. Янев създава първия български учебник „Хорознание“.

## Награди
Лилия Гюлева е удостоена със званията „Почетен гражданин“ на София, Попово и село Царева поляна, област Хасково, с орден „Кирил и Методий“ и с много други държавни и международни отличия.

## Памет
На Лилия Гюлева е наречена улица в квартал „Кръстова вада“ в София (Карта). В Търговище ежегодно се провеждат Празниците на женските и девически хорове „Проф. Лилия Гюлева“.